# Cillian Murphy

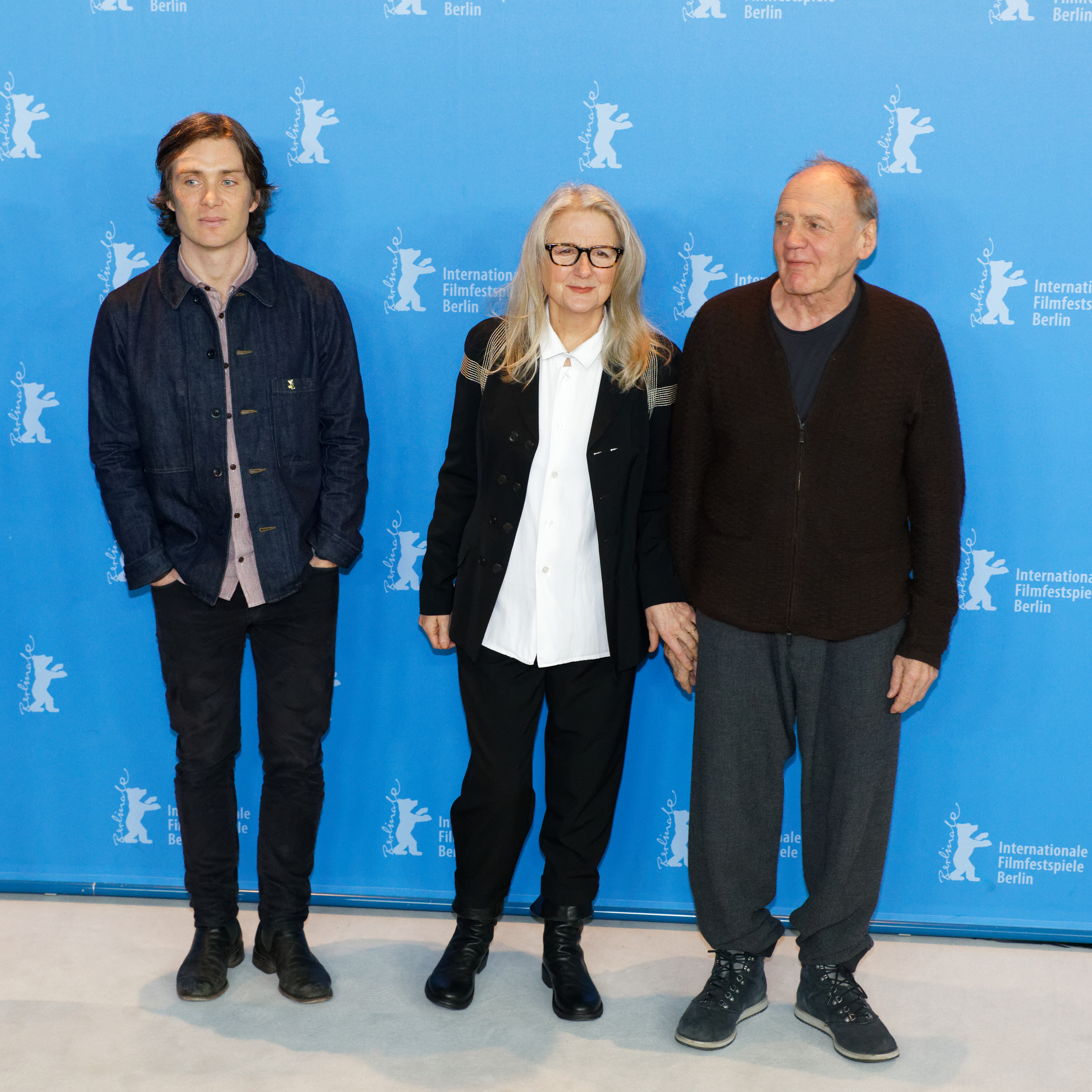
Cillian Murphy, Sally Potter i Bruno Ganz (2017)

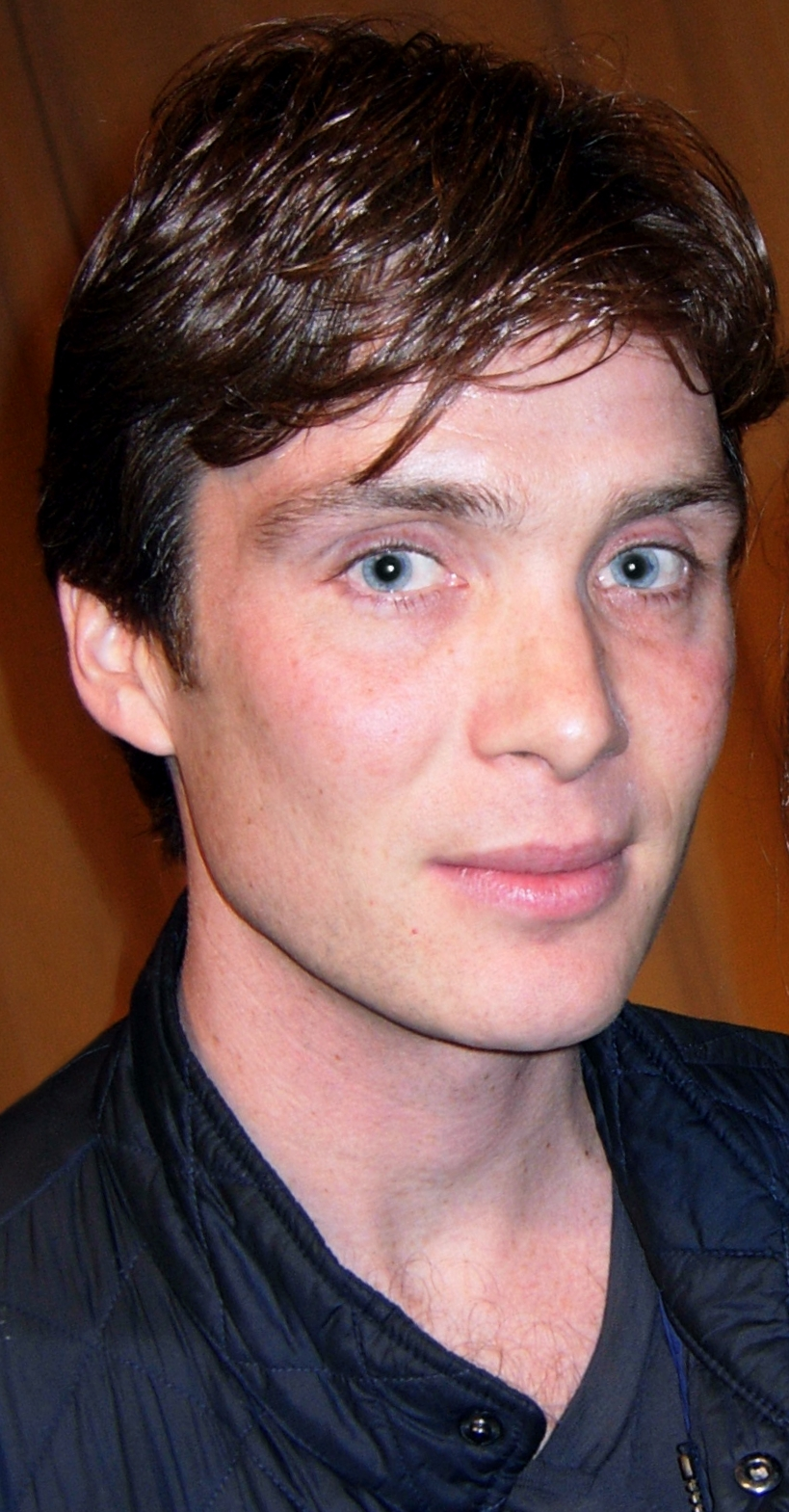
Cillian Murphy (2010)

Cillian Murphy (irl.: Cillian Ó Murchú; ur. 25 maja 1976 w Cork) – irlandzki aktor. Karierę rozpoczął jako wokalista, gitarzysta i autor tekstów zespołu rockowego The Sons of Mr. Green Genes. Laureat Złotego Globu i Oscara za tytułową rolę w filmie Oppenheimer (2024). 

## Życiorys

### Wczesne lata
Urodził się w Cork jako najstarsze z czworga dzieci kuratora szkolnego i nauczycielki języka francuskiego, ma młodszego brata Páidi oraz dwie siostry – Sile/Sheilę i Orlę. Jako nastolatek chętnie grał w rugby i czytał książki. Po ukończeniu Presentation Brothers College Cork studiował prawo na University College Cork w Cork.

### Muzyka
W wieku 10 lat zaczął grać oraz pisać piosenki. Grał na gitarze wraz ze swoim bratem Páidi w kilku zespołach, z których jeden nazwali Sons of Mr. Greengenes, na cześć piosenki ich idola, Franka Zappy. Byli także obsesyjnymi fanami zespołu The Beatles. Cillian mówił o sobie jako „specjaliście od dziwacznych tekstów oraz niekończących się solówek gitarowych”.
Rodzice Murphy’ch nie zgodzili się na wydanie przez nich płyty. Decyzja, podyktowana młodym wiekiem Páidi (uczył się w szkole średniej), zaważyła na niepodpisaniu kontraktu. Jednocześnie proponowana przez wytwórnię umowa była niekorzystna finansowo i wiązałaby się z przekazaniem wytwórni praw do kompozycji Murphy’ego.
Wkrótce, po pierwszej roli w teatrze, Cillian odszedł od kariery muzyka rockowego, co później skomentował: „Myślę, że gdzieś jest taki gen, odpowiadający za występowanie. Jeżeli masz go w DNA, musi kiedyś wyjść. Jeżeli chodzi o mnie, początkowo ujawnił się w muzyce, potem przeszedł w aktorstwo”.

### Kariera aktorska
Z czasem pojawił się na scenie Corcadorca Theatre Company sztukach: Mechaniczna pomarańcza (A Clockwork Orange) i Przestroga synów Ulsteru udających się w kierunku Somme (Observe the Sons of Ulster Marching Toward the Somme). We wrześniu 1996 zadebiutował na profesjonalnej scenie Triskel Theatre, grając rolę niestabilnego nastolatka Darrena z Cork we wstrząsającej sztuce Endy Walsha Disco Pigs i zebrał znakomite recenzje. Rok potem zagrał w 26-minutowym filmie krótkometrażowym Kiedy (Quando, 1997). Po debiutanckiej roli kinowej barmana w dramacie kryminalnym Sweety Barrett (The Tale of Sweety Barrett, 1998) zagrał w dramacie Okop (The Trench, 1999) u boku Daniela Craiga, Jamesa D’Arcy’ego i Bena Whishaw i dramacie Nad przepaścią (On the Edge, 2001) jako zagubiony nastolatek.
Za postać nastoletniego Prosiaka, samozwańczego króla żyjącego w niezdrowym związku z urodzoną tego samego dnia, w tym samym szpitalu i prawie w tym samym momencie Runt, w niezależnym dramacie Disco Pigs (2001) był nominowany do nagrody IFTA (Irish Film & Television Awards). Za rolę chorobliwie chudego Jima walczącego z zombie i zbuntowanymi żołnierzami w apokaliptycznym horrorze Danny’ego Boyle’a 28 dni później (28 Days Later, 2002) otrzymał nominację do nagrody MTV Movie Awards i Stowarzyszenia Krytyków Sieciowych. W czarnej komedii Intermission (2003) u boku Colina Farrella wcielił się we wściekłego, niepewnego siebie i nieumiejącego wyrażać swoich uczuć Johna.
Po występie w melodramacie wojennym Wzgórze nadziei (Cold Mountain, 2003) z Jude’em Law, Nicole Kidman, Renée Zellweger, Philipem Seymourem Hoffmanem, Natalie Portman i Charlie Hunnamem oraz melodramacie biograficznym Dziewczynie z perłą (Girl with a Pearl Earring, 2003) u boku Colina Firtha i Scarlett Johansson jako prosty syn rzeźnika zagrał czarny charakter, wybitnego psychiatrę z Gotham City doktora Jonathana Crane’a w filmie fantasy Christophera Nolana Batman: Początek (Batman Begins, 2005), a za występ w produkcji został nominowany do nagrody MTV Movie Awards.
Za kreację chłodnego terrorysty pasażera samolotu o intensywnie niebieskich oczach mordercy w dreszczowcu Wesa Cravena Red Eye (2005) z Rachel McAdams i Jackiem Scalią zdobył nominację do nagrody Saturna. Rola syna księdza (Liam Neeson) i jego gosposi, która występuje jako transpłciowa kobieta na londyńskiej scenie w komediodramacie Neila Jordana Śniadanie na Plutonie (Breakfast on Pluto, 2005) przyniosła mu nominację do nagrody Złotego Globu.
W dramacie wojennym Kena Loacha Wiatr buszujący w jęczmieniu (The Wind That Shakes the Barley, 2006) zagrał młodego irlandzkiego lekarza, który porzuca karierę i w ślad za bratem wstępuje do partyzantki IRA.

## Życie prywatne
W 2004 ożenił się z Yvonne McGuinness (ur. 1972), z którą ma dwóch synów: Malachy’ego (ur. 2005) i Arana (ur. 2007).

## Filmografia
| Filmy |                                 |                              |                                   |                                 |                      |
| Rok   | Tytuł oryginalny                | Tytuł polski                 | Rola                              | Uwagi                           | Źródła               |
| 1997  | Quando                          | –                            | Pat                               | film krótkometrażowy            | [ 10 ]               |
| 1998  | The Tale of Sweety Barrett      | –                            | barman Pat                        |                                 | [ 10 ] [ 11 ]        |
| 1999  | Eviction                        | –                            | Brendan McBride                   | film krótkometrażowy            | [ 10 ]               |
| 1999  | Sunburn                         | –                            | Davin McDerby                     |                                 | [ 10 ] [ 11 ]        |
| 1999  | At Death's Door                 | –                            | Grim Reaper, Jr.                  | film krótkometrażowy            | [ 10 ] [ 11 ]        |
| 1999  | The Trench                      | Okop                         | Rag Rookwood                      |                                 | [ 10 ] [ 11 ] [ 12 ] |
| 2000  | Filleann an Feall               | –                            | Ger                               | film krótkometrażowy            | [ 10 ]               |
| 2000  | A Man of Few Words              | –                            | drużba                            | film krótkometrażowy            | [ 10 ]               |
| 2001  | On the Edge                     | Nad przepaścią               | Jonathan Breech                   |                                 | [ 10 ] [ 11 ] [ 12 ] |
| 2001  | How Harry Became a Tree         | Jak Harry stał się drzewem   | Gus                               |                                 | [ 10 ] [ 11 ] [ 12 ] |
| 2001  | Disco Pigs                      | –                            | Darren / Pig                      |                                 | [ 10 ] [ 11 ] [ 12 ] |
| 2001  | Watchmen                        | –                            | Phil                              | film krótkometrażowy            | [ 10 ]               |
| 2002  | 28 Days Later                   | 28 dni później               | Jim                               |                                 | [ 10 ] [ 11 ] [ 12 ] |
| 2003  | Intermission                    | –                            | John                              |                                 | [ 10 ] [ 11 ] [ 12 ] |
| 2003  | Girl with a Pearl Earring       | Dziewczyna z perłą           | Pieter                            |                                 | [ 10 ] [ 11 ] [ 12 ] |
| 2003  | Cold Mountain                   | Wzgórze nadziei              | Bardolph                          |                                 | [ 10 ] [ 11 ] [ 12 ] |
| 2003  | Zonad                           | –                            | Guy Hendrickson                   | film krótkometrażowy            | [ 10 ] [ 11 ]        |
| 2005  | Batman Begins                   | Batman: Początek             | doktor Jonathan Crane / Scarecrow |                                 | [ 10 ] [ 11 ] [ 12 ] |
| 2005  | Red Eye                         | –                            | Jackson Rippner                   |                                 | [ 10 ] [ 11 ] [ 12 ] |
| 2005  | Breakfast on Pluto              | Śniadanie na Plutonie        | Patrick „Kitten” Braden           |                                 | [ 10 ] [ 11 ] [ 12 ] |
| 2006  | The Silent City                 | –                            | żołnierz                          | film krótkometrażowy            | [ 10 ] [ 11 ]        |
| 2006  | The Wind That Shakes the Barley | Wiatr buszujący w jęczmieniu | Damien O'Donovan                  |                                 | [ 10 ] [ 11 ] [ 12 ] |
| 2007  | Sunshine                        | W stronę słońca              | Robert Capa                       |                                 | [ 10 ] [ 11 ] [ 12 ] |
| 2007  | Watching the Detectives         | Uwaga Violet                 | Neil Lewis                        |                                 | [ 10 ] [ 11 ] [ 12 ] |
| 2008  | The Dark Knight                 | Mroczny rycerz               | doktor Jonathan Crane / Scarecrow | cameo                           | [ 10 ] [ 11 ] [ 12 ] |
| 2008  | The Edge of Love                | Granice namiętności          | William Killick                   |                                 | [ 10 ] [ 11 ] [ 12 ] |
| 2008  | Waveriders                      | –                            | narrator                          | film dokumentalny               | [ 10 ] [ 11 ] [ 12 ] |
| 2009  | Perrier's Bounty                | Sposób na gangstera          | Michael McCrea                    |                                 | [ 10 ] [ 11 ] [ 12 ] |
| 2009  | The Water                       | –                            | syn                               |                                 | [ 10 ] [ 11 ]        |
| 2010  | Peacock                         | –                            | John Skillpa / Emma Skillpa       |                                 | [ 10 ] [ 11 ] [ 12 ] |
| 2010  | Hippie Hippie Shake             | –                            | Richard Neville                   |                                 | [ 10 ] [ 11 ] [ 12 ] |
| 2010  | Inception                       | Incepcja                     | Robert Fischer                    |                                 | [ 10 ] [ 11 ] [ 12 ] |
| 2010  | Tron: Legacy                    | Tron: Dziedzictwo            | Edward Dillinger, Jr.             | cameo, niewymieniony w napisach | [ 10 ] [ 11 ]        |
| 2011  | Retreat                         | –                            | Martin                            |                                 | [ 10 ] [ 11 ] [ 12 ] |
| 2011  | In Time                         | Wyścig z czasem              | Raymond Leon                      |                                 | [ 10 ] [ 11 ] [ 12 ] |
| 2012  | Red Lights                      | Czerwone światła             | Tom Buckley                       |                                 | [ 10 ] [ 11 ] [ 12 ] |
| 2012  | Broken                          | –                            | Mike Kiernan                      |                                 | [ 10 ] [ 11 ] [ 12 ] |
| 2012  | The Dark Knight Rises           | Mroczny rycerz powstaje      | doktor Jonathan Crane / Scarecrow | cameo                           | [ 10 ] [ 11 ] [ 12 ] |
| 2013  | Harriet and the Matches         | –                            | Cat (głos)                        | film krótkometrażowy            | [ 10 ]               |
| 2014  | Aloft                           | Do nieba                     | Ivan                              |                                 | [ 10 ] [ 11 ] [ 12 ] |
| 2014  | Transcendence                   | Transcendencja               | agent specjalny Donald Buchanan   |                                 | [ 10 ] [ 11 ] [ 12 ] |
| 2014  | From the Mountain               | –                            | narrator                          | film krótkometrażowy            | [ 10 ]               |
| 2015  | In the Heart of the Sea         | W samym sercu morza          | Matthew Joy                       |                                 | [ 10 ] [ 11 ] [ 12 ] |
| 2016  | Anthropoid                      | Operacja Anthropoid          | Jozef Gabčík                      |                                 | [ 10 ] [ 11 ] [ 12 ] |
| 2016  | Free Fire                       | –                            | Chris                             |                                 | [ 10 ] [ 11 ] [ 12 ] |
| 2017  | The Party                       | Party                        | Tom                               |                                 | [ 10 ] [ 11 ] [ 12 ] |
| 2017  | Dunkirk                         | Dunkierka                    | dygoczący żołnierz                |                                 | [ 10 ] [ 11 ] [ 12 ] |
| 2018  | The Delinquent Season           | –                            | Jim                               |                                 | [ 10 ] [ 12 ]        |
| 2018  | The Overcoat                    | –                            | Akaky                             | film krótkometrażowy            | [ 10 ]               |
| 2019  | Anna                            | –                            | Lenny Miller                      |                                 | [ 10 ] [ 11 ] [ 12 ] |
| 2020  | A Quiet Place Part II           | Ciche miejsce 2              | Emmett                            |                                 | [ 10 ] [ 11 ] [ 12 ] |
| 2021  | All of This Unreal Time         | –                            | człowiek                          | film krótkometrażowy            | [ 10 ]               |
| 2023  | Kensuke's Kingdom               | –                            | tata                              |                                 | [ 10 ]               |
| 2023  | Oppenheimer                     | –                            | J. Robert Oppenheimer             |                                 | [ 10 ] [ 11 ] [ 12 ] |
| 2024  | Small Things like These         | Drobiazgi takie jak te       | Bill Furlong                      | także producent                 | [ 10 ] [ 13 ]        |

| Produkcje telewizyjne |                                             |                                        |               |                   |               |
| Rok                   | Tytuł oryginalny                            | Tytuł polski                           | Rola          | Uwagi             | Źródła        |
| 2013–2022             | Peaky Blinders                              | –                                      | Thomas Shelby | rola główna       | [ 10 ] [ 14 ] |
| 2022                  | Guillermo del Toro's Cabinet of Curiosities | Gabinet osobliwości Guillermo del Toro | Antonio       | odcinek: „Lot 36” | [ 10 ]        |

| Gry wideo |                                   |              |                                   |       |               |
| Rok       | Tytuł oryginalny                  | Tytuł polski | Rola                              | Uwagi | Źródła        |
| 2005      | Batman Begins                     | –            | doktor Jonathan Crane / Scarecrow |       | [ 10 ] [ 15 ] |
| 2023      | Peaky Blinders: The King's Ransom | –            | Thomas Shelby                     |       | [ 10 ] [ 16 ] |

| Teatr     |                                        |               | |       |        |
| Rok       | Tytuł oryginalny                       | Rola          | Miejsce | Uwagi | Źr     |
| 1996–1998 | Disco Pigs                             | Darren / Pig  | światowa trasa                                                                                             |       | [ 17 ] |
| 1998      | Much Ado About Nothing                 | Claudio       | Kilkenny Castle, Kilkenny                                                                                  |       | [ 18 ] |
| 1999      | The Country Boy                        | Curly         | Town Hall Theatre, Galway                                                                                  |       | [ 19 ] |
| 1999      | Juno and the Paycock                   | Johnny Boyle  | Gaiety Theatre, Dublin                                                                                     |       | [ 20 ] |
| 2002      | The Shape of Things                    | Adam          | Gate Theatre, Dublin                                                                                       |       | [ 21 ] |
| 2003      | The Seagull                            | Konstantine   | Edinburgh International Festival, Edynburg                                                                 |       | [ 22 ] |
| 2004      | The Playboy of the Western World       | Christy Mahon | Town Hall Theater, Galway                                                                                  |       | [ 23 ] |
| 2006      | Love Song                              | Beane         | Ambassadors Theatre, City of Westminster                                                                   |       | [ 24 ] |
| 2010      | From Galway to Broadway and back again | Christy Mahon | Town Hall Theatre, Galway                                                                                  |       | [ 25 ] |
| 2011–2012 | Misterman                              | Thomas Magill | Galway Arts Festival, Galway Royal National Theatre, Londyn St. Ann's Warehouse, Nowy Jork                 |       | [ 26 ] |
| 2014      | Ballyturk                              | No. 1         | Galway Arts Festival, Galway Olympia Theatre, Dublin Cork Opera House, Cork Royal National Theatre, Londyn |       | [ 27 ] |
| 2018–2019 | Grief is the Thing with Feathers       | Crow, Dad     | O’Reilly Theatre, Pittsburgh Barbican Centre, Londyn St. Ann's Warehouse, Nowy Jork                        |       | [ 28 ] |